# Marouane Fakhr
Marouane Fakhr (en arabe : مروان فخر), né le 11 février 1989 à Casablanca, est un footballeur marocain. Il est évolue au poste de gardien de but au Renaissance Club Athletic Zemamra en prêt du Raja Club Athletic.

## Biographie

### En club
Marouane Fakhr naît le 11 février 1989 et grandit à Casablanca. Il intègre jeune le centre de formation de l'AS FAR puis celui du Fath Union Sports en 2012. 
En 2013, il commence sa carrière professionnelle en rejoignant l'Union Sportive de Témara qui évolue alors en Botola 2.
Lors de la saison 2015/2016, il fait ses débuts en Botola Pro avec l'Ittihad de Tanger. Une saison plus tard, il rejoint le CA Khénifra. 
Le 13 novembre 2020, après deux ans passés en Arabie Saoudite, il signe un contrat de trois ans au Mouloudia d'Oujda.
Le 24 janvier 2022, le Raja Club Athletic annonce le recrutement de Marouane Fakhr pour six mois afin de renforcer l'effectif après la blessure de Anas Zniti et l'interdiction de faire jouer Gaya Merbah en Ligue des champions 2021-2022 après qu'il a disputé les premiers tours avec son ancien club. En été, Il renouvelle son contrat pour deux saisons.